# Eraxasilus gerion
Eraxasilus gerion là một loài ruồi trong họ Asilidae. Eraxasilus gerion được Walker miêu tả năm 1849. Loài này phân bố ở vùng Tân nhiệt đới.